# Antinomia
Antinomia (del griego ἀντί anti-, contra, y νόμος nomos, ley; antinomia, contradicción en la ley) es un término empleado en la lógica y la epistemología que, en sentido laxo, significa paradoja o contradicción irresoluble.
Immanuel Kant sostuvo que cuando la razón rebasa la experiencia posible a menudo cae en varias antinomias; es decir, perspectivas igualmente racionales pero contradictorias. En el vocabulario kantiano, «razón» no remite a una facultad que cumpla la función de establecer las verdades racionales, pues según su planteamiento, esta rebasa la experiencia posible y se vuelve trascendente. Por ejemplo, Kant pensaba que se podía llegar, a partir de la suposición de que el mundo tiene un comienzo en el tiempo, a la conclusión de que no lo tenía, y viceversa. El estudio de tales fenómenos forma parte del programa crítico de Kant para determinar los límites de la ciencia y de la investigación filosófica.
De hecho, las antinomias no tienen en cuenta las limitaciones de alcance del razonamiento lógico, como a menudo se cree. Esto se debe a que la conclusión de que hay una limitación se deriva (supuestamente) de una antinomia por razonamiento lógico; por lo tanto, toda limitación de la validez del razonamiento lógico impone una limitación a la conclusión de que el razonamiento lógico tiene una limitación (este es un argumento por autorreferencia).
En resumen, en cuanto a la validez del razonamiento lógico en su totalidad, las antinomias se aíslan solas; son como discontinuidades dispersas dentro del campo de la lógica, incapaces de poner cosa alguna en duda, salvo a sí mismas.
En la lógica, la existencia de dos enunciados contradictorios sobre un objeto, con la fundamentación lógica convincente por igual es una antinomia. Algunas antinomias fueron planteadas por Zenón, filósofo griego antiguo (h. 490-430 a. C.): la llamada aporía de Aquiles, una de ellas. En lógica matemática se usan tres conceptos: «contradicción», «paradoja» y «antinomia». H. Curry y S. Kleene, destacados lógicos estadounidenses, los consideran sinónimos.

## Las cuatro antinomias kantianas
En la Crítica de la razón pura (1781) el filósofo Inmanuel Kant describe cuatro antinomias que le llevaron a desconfiar profundamente de la razón,    relacionadas con:
- La finitud o no del Mundo.

- La existencia o no de un ente simple indivisible.
- La existencia o no de la libertad.
- La existencia o no de Dios.